# Boris McGiver

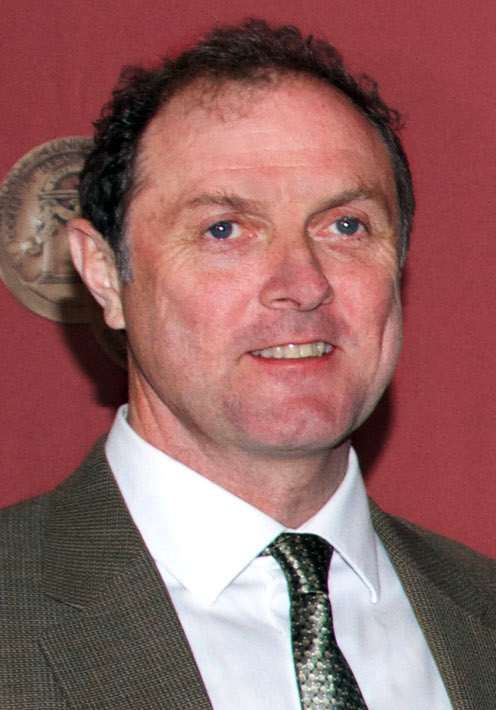
Boris McGiver (2014)

Boris McGiver (* 23. Januar 1962 in Cobleskill, Schoharie County, New York) ist ein US-amerikanischer Schauspieler in Film, Fernsehen und Theater.

## Leben und Werk
Sein Vater John McGiver war ebenfalls Schauspieler. Boris wurde zusammen mit seinen neun Geschwistern von seiner Mutter Ruth aufgezogen. McGiver besuchte die Ithaca-Musikschule und spielte Waldhorn. 1984 wurde er an der U.S.-Air-Force-Akademie aufgenommen, nahm letztlich aber nicht an der Ausbildung teil. Stattdessen erwarb er am Institute of Fine Arts der New York University den Master.
Nach seinem Abschluss spielte er einige Filmrollen. Nach der Millenniumswende erhielt er in namhaften Fernsehproduktionen wiederkehrende Rollen, darunter in The Wire, Person of Interest und Boardwalk Empire. Von 2013 bis 2018 wirkte McGiver als Tom Hammerschmidt an der Politserie House of Cards mit. Hier spielte er den Chefredakteur der fiktiven Tageszeitung The Washington Herald.

## Filmografie (Auswahl)

### Filme
- 1987: Wolfsmilch (Ironweed)
- 1994: Little Odessa – Eiskalt wie der Tod (Little Odessa)
- 1996: Wer ist Mr. Cutty? (The Associate)
- 1999: Das schwankende Schiff (Cradle Will Rock)
- 1999: Jesus’ Son
- 2004: Connie und Carla (Connie and Carla)
- 2004: New York Taxi (Taxi)
- 2006: Der rosarote Panther (The Pink Panther)
- 2008: Die Glamour-Clique - Cinderellas Rache (The Clique)
- 2009: Taking Woodstock
- 2012: Lincoln
- 2016: Josephine

### Fernsehen
- 1992–2009: Law & Order (4 Folgen)
- 2005–2009: Criminal Intent – Verbrechen im Visier (Law & Order: Criminal Intent) (2 Folgen)
- 2006: Kidnapped – 13 Tage Hoffnung (Kidnapped) (2 Folgen)
- 2006: The Wire (6 Folgen)
- 2007: 30 Rock (Folge 1x17)
- 2008: John Adams – Freiheit für Amerika (John Adams) (Folge 1x01)
- 2010: Good Wife (The Good Wife) (Folge 1x16)
- 2012: Damages – Im Netz der Macht (Damages) (2 Folgen)
- 2012–2014: Person of Interest (13 Folgen)
- 2013: Blue Bloods – Crime Scene New York (Blue Bloods) (Folge 3x18)
- 2013–2018: House of Cards (30 Folgen)
- 2014: White Collar (2 Folgen)
- 2014: Turn: Washington’s Spies (2 Folgen)
- 2014: Boardwalk Empire (6 Folgen)
- 2019–2023: Servant (7 Folgen)
- 2019–2024: Evil (7 Folgen)
- 2020: For Life (14 Folgen)
- 2022: Our Flag Means Death (4 Folgen)